# Caroline-Auguste de Bavière
Titres
Impératrice consort d'Autriche,
reine consort de Hongrie, de Bohême et
de Lombardie-Vénétie
29 octobre 1816 – 2 mars 1835
(18 ans, 4 mois et 1 jour)
9e grande maîtresse de la Croix étoilée
29 octobre 1816 – 1873
Caroline Augusta de Bavière ou Karoline Auguste von Bayern, née à Mannheim le 8 février 1792 et morte le 9 février 1873 à Vienne, est la fille de Maximilien Ier de Bavière, roi de Bavière (1756-1825) et son épouse, Wilhelmine de Hesse-Darmstadt (1765-1796), et une membre de la Maison de Wittelsbach. Elle est mariée en 1808 au prince héritier Guillaume Ier de Wurtemberg puis en 1816 à l'empereur François Ier d'Autriche. De 1816 à 1835, elle est l'impératrice d'Autriche par son deuxième mariage.

## Biographie
Le 8 juin 1808, à Munich, elle épouse le prince héritier Guillaume de Wurtemberg (1781-1864). Leur mariage est dissous le 31 août 1814. Ils n'ont pas d'enfants.
Son premier mariage est célébré pour éviter un mariage arrangé par Napoléon Ier. Après la cérémonie du mariage, son époux lui dit : « Nous sommes victimes de la politique ». Ils vivent séparés dans le palais et le mariage n'est jamais consommé. Elle passe son temps à écrire des lettres à son frère Louis Ier de Bavière, et à apprendre l'italien et l'anglais. Son premier mariage est dissous par le pape Pie VII pour s'assurer qu'ils sont tous deux en mesure de se remarier selon le rite de l'Église catholique.
Le 29 octobre 1816, elle épouse François Ier, empereur d'Autriche, roi de Hongrie et de roi de Bohême. Ils n'ont pas d'enfants. Avant ce mariage, elle est connue sous le nom de Charlotte, mais ensuite Caroline commence à être utilisé.
Le mariage est simple en raison de la stricte économie de l'empereur qui se marie pour la quatrième fois. Caroline, de 24 ans plus jeune que son époux, n'a que quelques mois de plus que l'archiduc héritier. Elle devient populaire en Autriche, est active dans le travail social et fonde plusieurs hôpitaux et résidences pour les pauvres. L'impératrice Caroline est décrite comme élégante, sympathique, pieuse et intelligente, sans être belle.
En 1824, sa demi-sœur Sophie de Bavière épouse l'archiduc François-Charles d'Autriche, fils de l'empereur de son second lit et Caroline devient en quelque sorte la belle-mère de sa sœur.
Après la mort de son époux (1835), Caroline Augusta s'installe à Salzbourg.
En 1848, de concert avec sa demi-sœur Sophie et l'impératrice Marie-Anne, elle incite l'empereur Ferdinand Ier à abdiquer en faveur de son neveu François-Joseph Ier, fils de Sophie, tandis que François-Charles renonce à ses droits.
Elle entretient de bonnes relations avec sa demi-sœur l'archiduchesse Sophie et sa nièce Elisabeth (Sissi), fille de sa demi-sœur Ludovika, et épouse depuis 1854 de son neveu l'empereur François-Joseph.